# Jimmie Ericsson
Jimmie Sven Ericsson (Skellefteå, 22 febbraio 1980) è un hockeista su ghiaccio svedese.

## Palmarès

### Olimpiadi invernali
- 1 medaglia:
  - 1 argento (Sochi 2014)

### Mondiali
- 4 medaglie:
  - 1 oro (Svezia/Finlandia 2013)
  - 1 argento (Slovacchia 2011)
  - 2 bronzi (Germania 2010; Bielorussia 2014)